# Гладијаторке
Гладијаторке (лат. gladiatrices; једнина: gladiatrix) су биле жене које су се бориле у арени у старом Риму. Иако су биле ретка појава, оне су заиста постојале, а за то има доказа како у археологији, тако и у књижевности. Све до 3. века жене су се бориле прерушене у легендарне Амазонке, када их је забранио Септимије Север.

## Антички извори
Ларинским декретом Тиберије је сенаторским кћеркама, унукама и праунукама и „било којој жени чији муж или отац или деда, било с очеве или мајчине стране, или брат, јесте или је икад био власник места у сенату резервисано за витеза“ забранио да тренирају или да се појављују за плату као гладијаторке. Овај декрет међутим, не потврђује да је до тада и било жена које су се бориле у арени.
Домицијан није био први који је користио жене у арени. Међутим, у литератури се највише помињу баш гладијаторске борбе које је он организовао а у којима су учествовале жене. Помиње се у делима Светонија, Марцијала и Стација.
Гладијаторке су се први пут појавиле у доба римског императора Нерона, на играма организованим у част јерменског краља, Тиридата I. Петроније, у свом Сатирикону помиње жену еседијаријуса (лат. essediarius) (гладијатор који се бори из двоколице у келтском стилу).
Светоније у свом делу Дванаест римских царева говори о томе како је император Домицијан волео да гледа борбе између жена и патуљака. Са слика и мозаика се може закључити да су се бориле обнажених груди и да су ретко носиле шлемове, без обзира ком типу гладијатора припадале.
Према изворима, изгледа да су се жене бориле углавном ноћу. С обзиром да је ноћ било време за главне и веома важне догађаје гладијаторских игри, може се закључити да су борбе у којима су учествовале жене биле важне и да су представљале реткост. Већина модерних научника сматра појаву гладијаторки новином с обзиром да се јесте писало о њима, а чињеница да их антички историчари често спомињу указује да су гладијаторке биле много распрострањеније него што то директни докази указују.
Дион Касије (62.3.1) помиње не само жене, већ и децу која су се борила на гладијаторским играма које је 66. године организовао Нерон. Такође је познато да је Нерон присиљавао жене неких познатих римских сенатора да се боре у арени.
У делима Јувенала наилазимо на оштре осуде женских гладијаторских борби. У својим Сатирама, Јувенал говори како су гладијаторке потицале углавном из виших класа и угледних породица.
Марк Весли, историчар, каже да гладијаторске школе вероватно нису биле најпогонија места за обуку жена и да су њих вероватно подучавали приватни тутори у школи за младе (лат. collegia iuvenum). Те школе су служиле такође и за обуку угледних мушкараца старијих од 14 година у борилачким вештинама. Весли је нашао три референце у којима се помиње да је било жена у тим школама.

## Археолошки докази
На једном рељефу из 1. или 2. века из Халикарнасуса може се видети борба жена обучених у тешке оклопе. На самом рељефу постоји натпис „Амазонка“ и „Ахилија“ и да су се обе часно повукле из арене упркос томе што су се бориле једна против друге. Рељеф се данас налази у Лондонском музеју
Верује се да је женски скелет из римског доба ископан у Садарку (енгл. Southwark) (Лондон) 2001. године припадао гладијаторки. До тог закључка се дошло јер је сахрањена ван главног гробља иако је гроб био богато опремљен — садржао је глинене лампе Анубис (лампе на којима је био насликан упокојени гладијатор) и посуде са спаљеним шишаркама бора. Једини борови те врсте у Британији у то време били су борови засађени поред лондонског амфитеатра и шишарке ових борова су се традиционално спаљивале током гладијаторских игара. Већина стручњака сматра ову идентификацију погрешном, међутим Лондонски музеј, у коме се налазе кости, тврди да „постоји 70% вероватноће да је жена из улице Грејт Довер била гладијатор“. Хедли Свејн, директор одсека за рану историју у Музеју каже: „Нема ни једног јединог доказа који би изричито тврдио да је она била гладијаторка. Међутим, други докази наводе на ову загонетну претпоставку.“ Данас се она налази изложена у Лондонском музеју на крају секције Римског Лондона.